# Agdistis kenyana
Agdistis kenyana là một loài bướm đêm thuộc họ Pterophoridae. Nó được tìm thấy ở Kenya và Tanzania.